# Stopnie w Straży Granicznej II Rzeczypospolitej
Stopnie w Straży Granicznej II Rzeczypospolitej – stopnie służbowe zostały wprowadzone 1 kwietnia 1928 roku – z dniem wejścia w życie rozporządzenia Prezydenta Rzeczypospolitej z dnia 22 marca 1928 roku o Straży Granicznej. 

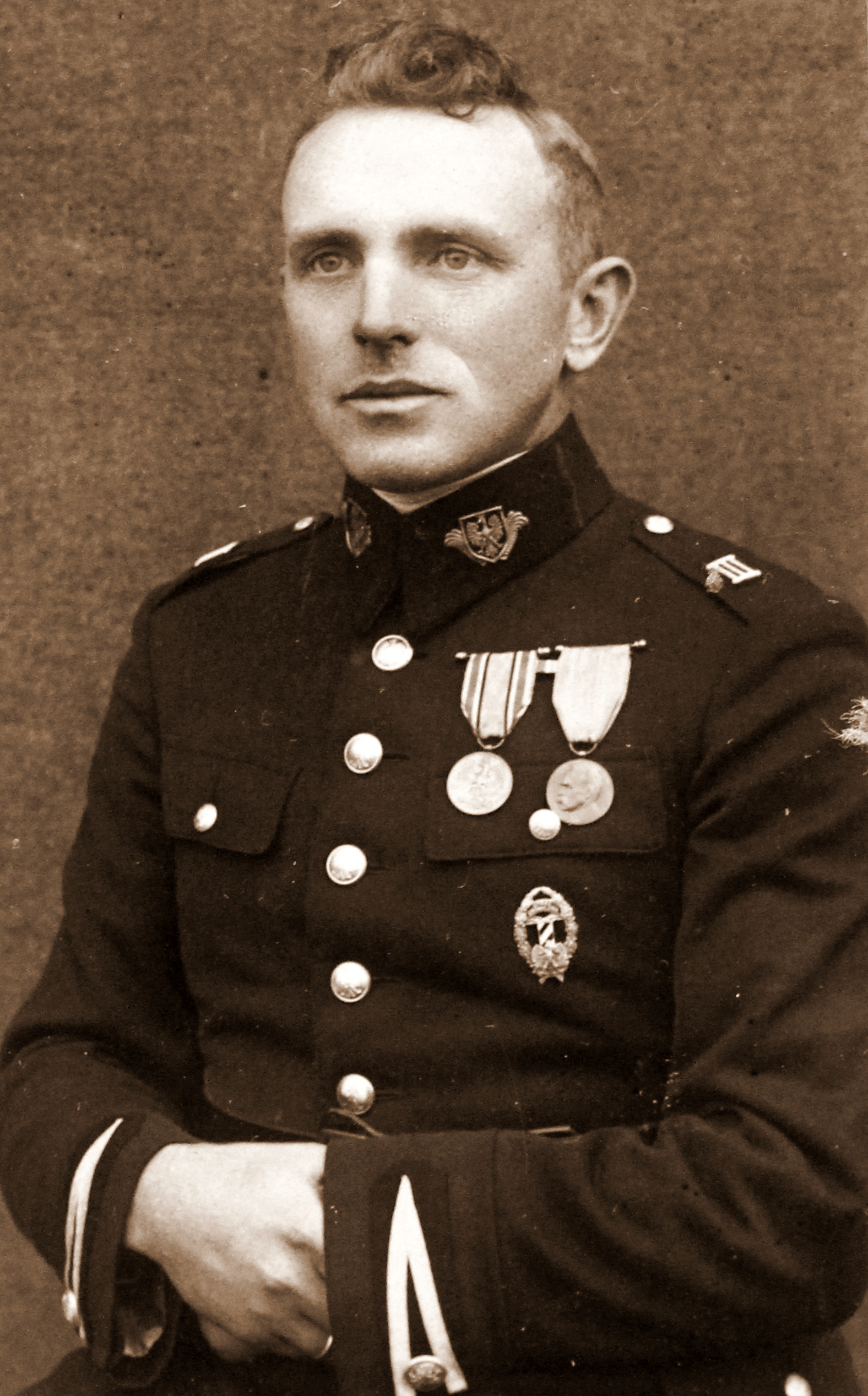
Ignacy Stachowski w mundurze starszego przodownika Straży Granicznej, według wzoru z 1930 roku. Na lewym naramienniku widoczna rzymska cyfra „III”, oznaczająca przynależność do Wielkopolskiego Inspektoratu Okręgowego SG. Na kołnierzu kurtki, na patce, biały, oksydowany, metalowy orzełek w obramowaniu. Nad lewą górną kieszenią kurtki medale: „Polska Swemu Obrońcy” i „Dziesięciolecia Odzyskanej Niepodległości”. Poniżej górnej lewej kieszeni kurtki odznaka pamiątkowa Straży Granicznej

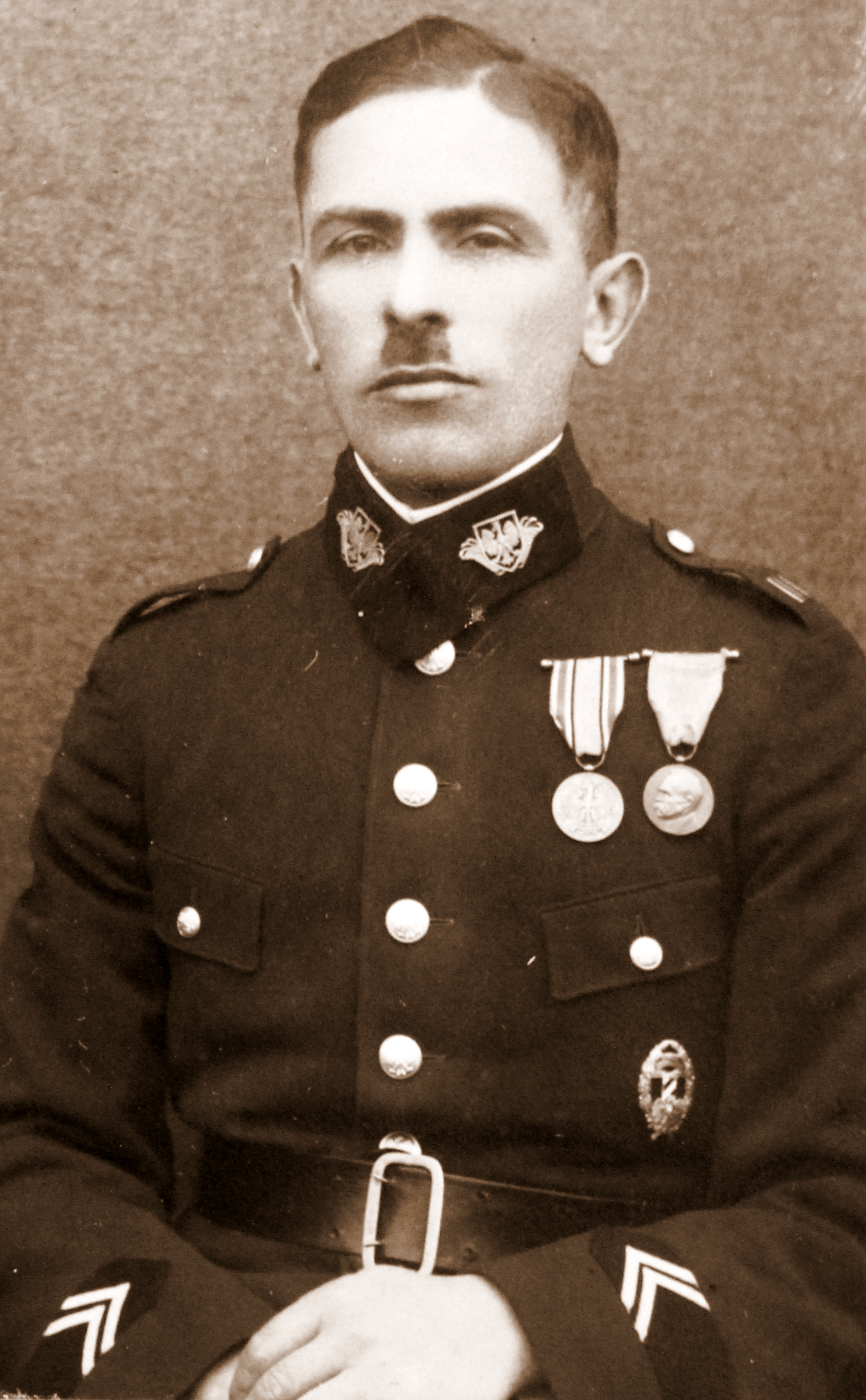
Józef Rożewski w mundurze przodownika Straży Granicznej

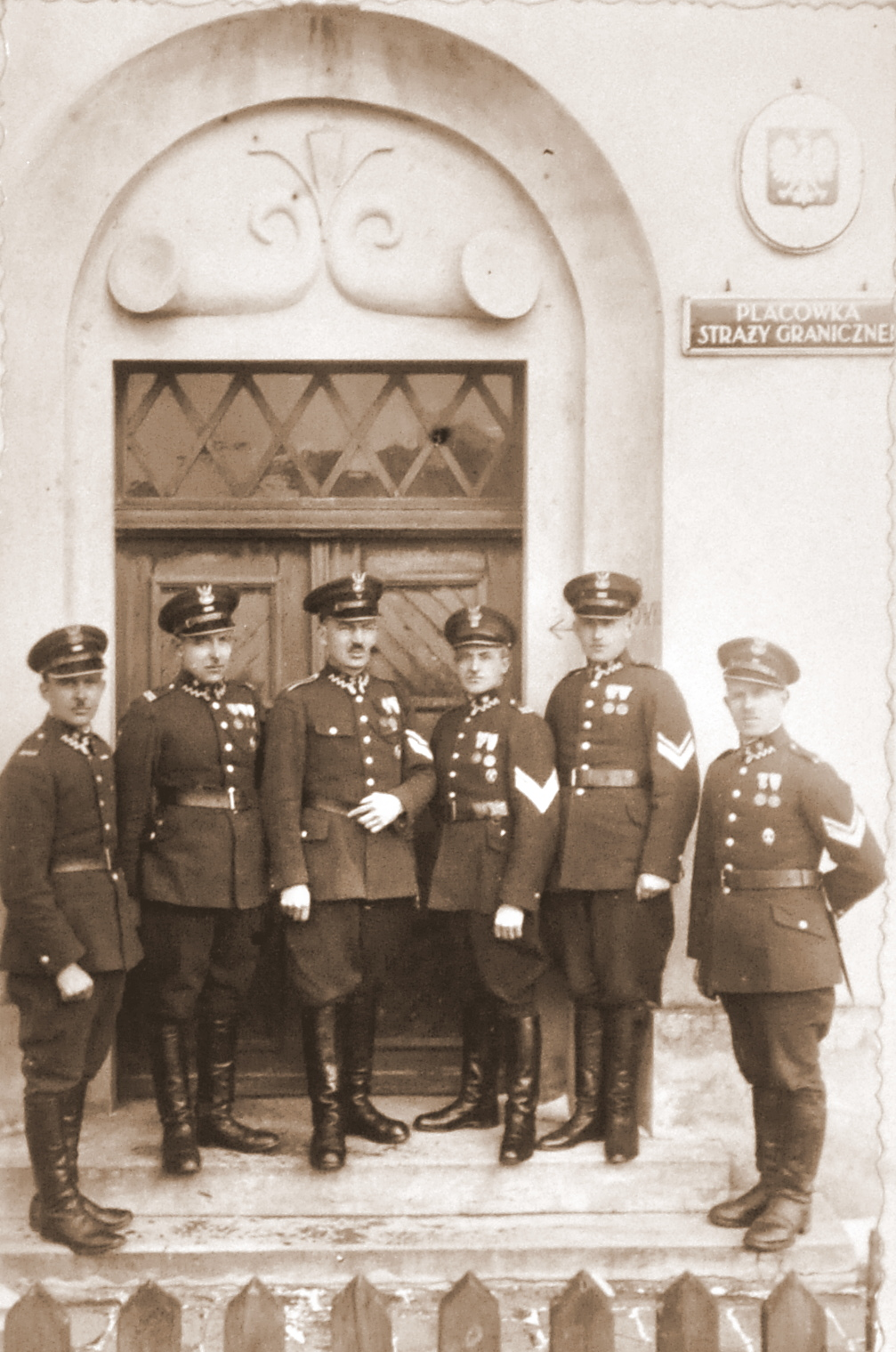
Szeregowi Straży Granicznej w mundurach z oznakami stopni służbowych wprowadzonych 24 sierpnia 1933 roku. Trzeci od lewej stoi przodownik SG. Pozostali szeregowi posiadają oznaki stopnia strażnika SG

Artykuł 11 wspomnianego wyżej rozporządzenia stanowił, że Straż Graniczna składała się z oficerów Straży Granicznej i szeregowych Straży Granicznej.
Artykuł 12 rozporządzenia ustalał następujący „porządek stopni”.
Oficerami Straży Granicznej byli: 
- Komendant Straży Granicznej (pierwotnie – Dowódca Straży Granicznej[2]),
- Nadinspektor Straży Granicznej,
- Inspektor Straży Granicznej,
- Nadkomisarz Straży Granicznej,
- Komisarz Straży Granicznej,
- Podkomisarz Straży Granicznej,
- Aspirant Straży Granicznej.

Szeregowymi Straży Granicznej byli:
- Starszy przodownik Straży Granicznej,
- Przodownik Straży Granicznej,
- Starszy strażnik graniczny,
- Strażnik graniczny.

Przez pierwsze dwa lata oficerów i szeregowych Straży Granicznej obowiązywały przepisy rozporządzenia Ministra Skarbu z dnia 8 lutego 1928 roku w sprawie umundurowania funkcjonariuszy Straży Celnej. Wspomniane rozporządzenie określało między innymi „oznaki szarż” wyższych i niższych funkcjonariuszy Straży Celnej. 
7 września 1928 roku weszło w życie rozporządzenie Ministra Skarbu z dnia 20 sierpnia 1928 roku w sprawie przejścia funkcjonariuszy Straży Celnej na stanowiska oficerów i szeregowych Straży Granicznej. Funkcjonariusze Straży Celnej, którzy spełniali warunki określone w tym rozporządzeniu, i których podania o przyjęcie do służby w Straży Granicznej (wniesione wyłącznie drogą służbową, w terminie do 30 września 1928 roku) zostały rozpatrzone pozytywnie, otrzymali nowe stopnie służbowe z zachowaniem dotychczasowych grup i szczebli uposażenia. Przemianowanie zostało zakończone 30 listopada 1928 roku. Funkcjonariusze Straży Celnej, którzy do tego czasu nie zostali „przemianowani”, zostali zwolnieni ze służby. 
10 kwietnia 1930 roku weszło w życie rozporządzenie Ministra Skarbu z dnia 4 lutego 1930 roku wydane w porozumieniu z Ministrem Spraw Wojskowych i Ministrem Spraw Wewnętrznych w sprawie umundurowania i uzbrojenia szeregowych i oficerów Straży Granicznej. Rozporządzenie określało oznaki stopni oficerów i szeregowych oraz sposób ich noszenia. Rozporządzenie nie określiło wzoru oznak „Komendanta Straży Granicznej”, pomimo tego że stopień ten był wymieniony w rozporządzeniu Prezydenta RP z 22 marca 1928 roku. Jest to rozwiązanie zrozumiałe w sytuacji, kiedy Prezydent RP na stanowisko „Komendanta Straży Granicznej” mianował zawsze generała Wojska Polskiego. Zrozumiałe zważywszy na treść artykuł 10 rozporządzenia Prezydenta RP z 22 marca 1928 roku który stanowił, że „w razie częściowej lub całkowitej mobilizacji, albo w innych wypadkach, w których ze względu na interes obronny państwa Rada Ministrów uzna to za konieczne, Straż Graniczna z chwilą ogłoszenia mobilizacji względnie od dnia, wskazanego uchwałą Rady Ministrów, staje się z mocy samego prawa częścią sił zbrojnych państwa”.
Wszyscy oficerowie i szeregowi Straży Granicznej zostali zobowiązani do zmiany „dotychczasowych oznak szarż i stopni”, w terminie do 1 lipca 1930 roku. 
Zgodnie z rozporządzeniem z dnia 4 lutego 1930 roku oznaki stopni były noszone otokach czapek angielskich i na patkach, naszytych na zewnętrznych stronach obu rękawów kurtki i płaszcza. Kolor otoków i patek dla szeregowych był ciemnozielony, a dla oficerów – z ciemnozielonego aksamitu. Oznaki szeregowych Straży Granicznej wykonane były z taśmy srebrnej, oksydowanej. Strażnik graniczny nie miał żadnych oznak. Dla oficerów Straży Granicznej oznakami stopni były czteroramienne, haftowane lub wytłaczane, gwiazdki o ostrych promieniach, o długości 18 mm, od środka zakończone kulisto. Gwiazdki były umieszczane na otokach czapek i na patkach, na obu rękawach kurtek i płaszczy. Patki oficerów wyższych stopni były obszyte haftem srebrnym o szerokości 6 mm.
Na naramiennikach kurtek i płaszczy oficerowie i szeregowi Straży Granicznej nosili cyfry oznaczające przynależność do Okręgowego Inspektoratu Straży Granicznej. Dla szeregowych były to białe, oksydowane cyfry rzymskie, metalowe wysokości 2,5 cm, natomiast dla oficerów cyfry arabskie, haftowane. Dla oficerów Sztabu Komendy Głównej był to haftowany monograf składający się z liter K.S.G. otoczony liśćmi dębowymi, dla oficerów Sztabu Inspektoratu Okręgowego monogram haftowany składający się z liter I.O. Dla szeregowych Sztabu Komendy Głównej był to monogram metalowy lub wytłaczany składający się z liter K.S.G. wysokości 2,5 cm, a dla szeregowych Sztabu Inspektoratu Okręgowego monogram metalowy lub wytłaczany składający się z liter I.O. 
24 sierpnia 1933 roku weszło w życie rozporządzenie Ministra Skarbu z dnia 24 sierpnia 1933 roku wydane w porozumieniu z Ministrem Spraw Wojskowych i Ministrem Spraw Wewnętrznych w sprawie umundurowania oficerów i szeregowych Straży Granicznej. Zgodnie z § 10 rozporządzenia wszyscy oficerowie i szeregowi Straży Granicznej zostali zobligowani do zmiany dotychczasowych oznak stopni w terminie do 11 listopada 1933 roku. Zmiana polegała na przeniesieniu oznak z rękawów kurtek i płaszczy na naramienniki. Wygląd odznak został zbliżony do oznak stopni w siłach zbrojnych.

| Porównanie stopni służbowych     | Porównanie stopni służbowych         | Porównanie stopni służbowych      | Porównanie stopni służbowych |
| Straż Celna                      | Straż Graniczna                      | Korpus Ochrony Pogranicza         | Policja Państwowa            |
| -------------------------------- | ------------------------------------ | --------------------------------- | ---------------------------- |
| naczelny inspektor Straży Celnej | komendant Straży Granicznej          | generał brygady / generał dywizji |                              |
| starszy inspektor Straży Celnej  | nadinspektor Straży Granicznej       | pułkownik                         | inspektor                    |
| inspektor Straży Celnej          | inspektor Straży Granicznej          | podpułkownik                      | podinspektor                 |
| inspektor Straży Celnej          | nadkomisarz Straży Granicznej        | major                             | nadkomisarz                  |
| starszy komisarz Straży Celnej   | komisarz Straży Granicznej           | kapitan                           | komisarz                     |
| komisarz Straży Celnej           | podkomisarz Straży Granicznej        | porucznik                         | podkomisarz                  |
| podkomisarz Straży Celnej        | aspirant Straży Granicznej           | podporucznik                      | aspirant                     |
| starszy przodownik Straży Celnej | starszy przodownik Straży Granicznej | starszy sierżant                  | starszy przodownik           |
| przodownik Straży Celnej         | przodownik Straży Granicznej         | sierżant                          | przodownik                   |
| starszy strażnik celny           | starszy strażnik graniczny           | plutonowy                         | starszy posterunkowy         |
| strażnik celny                   | strażnik graniczny                   | kapral                            | posterunkowy                 |